# Ґаліна
Ґаліна (Galena) — велике срібне родовище в США, шт. Айдахо.

## Історія
Відкрите в 1885, розробляється з 1917.

## Характеристика
Складене переважно первинно-осадовими породами (аргілітами, глинистими сланцями, філітами, кварцитами) докембрійської серії Белт. Родов. представлене 56 срібномідними жилами. Рудні мінерали: тетраедрит, галеніт, сфалерит, халькопірит, піротин, пірит, арсенопірит, гематит, герсдорфіт. Запаси родов. оцінюються в 1,13 млн т руди із вмістом срібла 798,4 г/т, міді 0,65 %.

## Технологія розробки
Родовище розробляється підземним способом.